# Rune Almén
Rune Almén (ur. 20 października 1952 w Trollhättan) – szwedzki lekkoatleta, skoczek wzwyż.
Na Igrzyskach Olimpijskich w Montrealu w 1976 zajął dziesiąte miejsce. W 1975 w Katowicach zdobył srebrny medal halowych mistrzostw Europy. Sześciokrotnie był mistrzem Szwecji na otwartym stadionie (1973, 1974, 1975, 1976, 1977, 1978) i czterokrotnie w hali (1975, 1976, 1978, 1980). Reprezentant kraju w meczach międzypaństwowych. Wielokrotny rekordzista Szwecji.
Swój halowy rekord życiowy (2,24 m) ustanowił 12 grudnia 1976 w Skoghall. Jego rekord życiowy na otwartym stadionie, który został ustanowiony 17 sierpnia 1974 w Helsinkach wynosi 2,23 m.